# Ростовський соціально-економічний інститут
Ростовський соціально-економічний інститут (РСЕІ) - недержавна освітня установа вищої професійної освіти (м. Ростов-на-Дону).
Освітні програми інституту розраховані на підготовку фахівців протягом 4х або 5-ти років в залежності від обраної студентом ступеня вищої професійної освіти.

## Історія інституту
Свою освітню діяльність інститут почав в 1992 рік у. За минулі роки успішна робота інституту була підтверджена висновками кількох комісій  Міністерства освіти Російської Федерації. У 1999, 2000, 2002 і 2007 рік ах інститут успішно пройшов атестацію і  акредитацію.

## Керівництво
- З 2002 рік а - к.е.н. Саніна Наталія Олегівна

## Назви інституту
- «Ростовський інститут бізнесу та підприємництва» до 1996 рік а
- «Ростовський інститут бізнесу і права» до 2003 рік а
- «Ростовський соціально-економічний інститут»

## Факультети
- Юридичний
- Економічний
- Факультет управління

## Напрями підготовки / спеціальності
- 030500.62 - «Юриспруденція»
- 080109.65 - « Бухгалтерський облік, аналіз і аудит»
- 080500.62 - «Менеджмент»

## Форми навчання
- Денна
- Заочна
- Очно-заочна (вечірня)

## Бібліотека

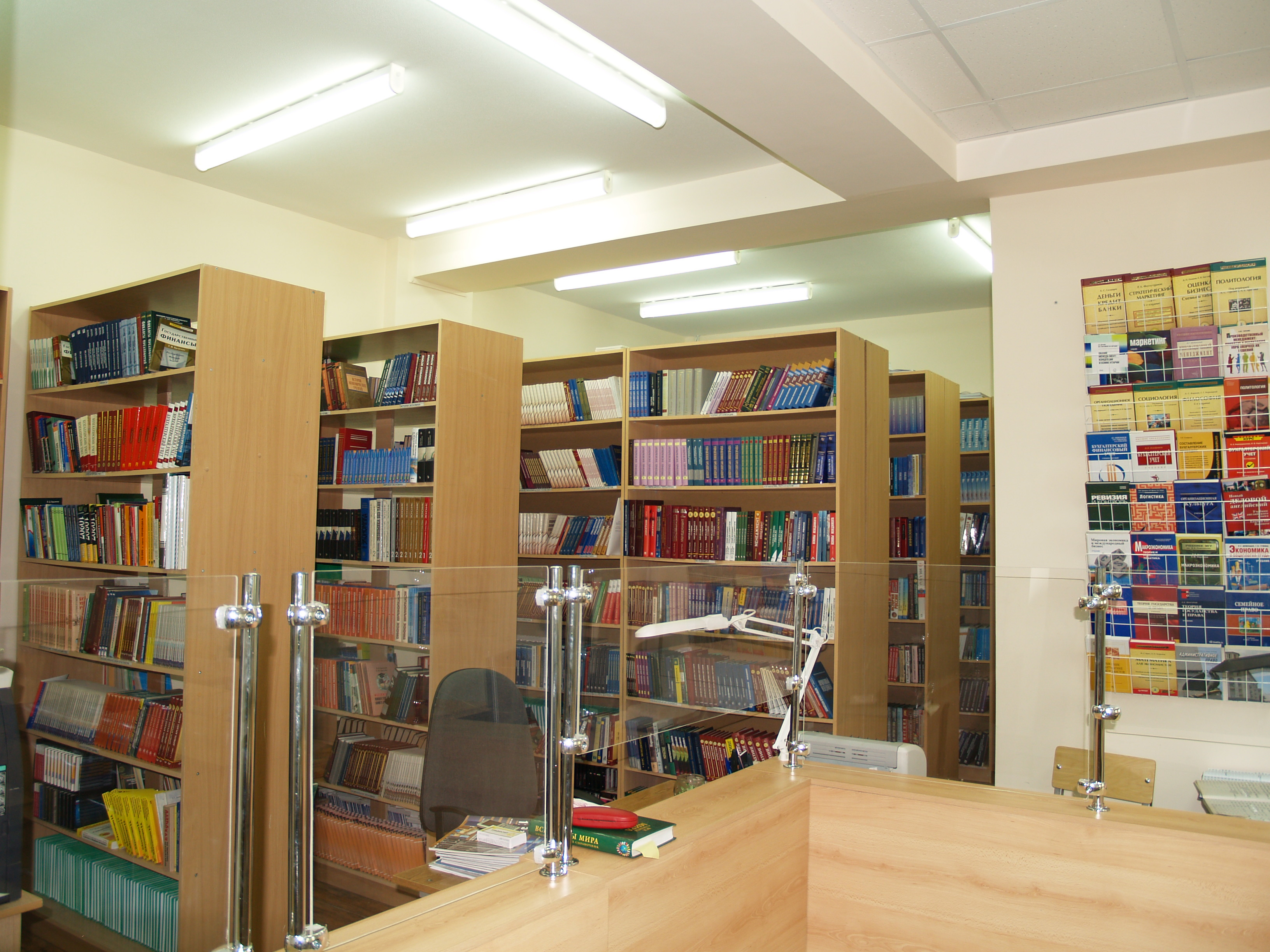

Ростовський соціально-економічний інститут забезпечує кожного учня основної навчальної та навчально-методичною літературою, методичними посібниками, необхідними для організації освітнього процесу з усіх дисциплін реалізованих освітніх програм відповідно до вимог державного освітнього стандарту (ГОС). Інститут має власну бібліотеку, яка задовольняє вимогам Примірного положення про формування фондів бібліотеки вищого навчального закладу, затвердженого наказом Міносвіти Росії від 27.04.2000 № 1246. Бібліотечний фонд інституту зараз налічує 33.9 тис. одиниць.
У бібліотечному фонді інституту є доступними для учнів контрольні примірники підручників, перелік яких встановлений ГОС.
Обсяг фонду основної навчальної літератури (з грифами Міносвіти і науки РФ і навчально-методичних об'єднань вузів Росії) становить за кількістю назв 68% від всього бібліотечного фонду.
З урахуванням ступеня устареваемості літератури, бібліотечний фонд інституту постійно комплектується сучасними виданнями навчальної та навчально-методичної літератури з дисциплін усіх циклів, випущеними за останні 5-10 років.
У структуру бібліотеки входять абонемент навчальної літератури та читальний зал. Бібліотека регулярно комплектується сучасної наукової, навчальної, довідкової, навчально-методичною літературою. Комплектування фонду бібліотеки здійснюється відповідно до профілю інституту.
Послугами бібліотеки студенти користуються безкоштовно, навчальна література видається на будинок. Основні джерела навчальної інформації доповнюють власні навчально-методичні матеріали, підготовлені викладачами.

## Криміналістична лабораторія
У 1999 році була створена криміналістична лабораторія. Криміналістична лабораторія оснащена сучасним обладнанням, що включає в себе: цифрову аудіо-, фото-і відеоапаратуру; комп'ютерну техніку, забезпечену сучасними програмами, повчальні схеми по всіх темах курсу; слідчий валізу; навчально-методичну літературу, наочні посібники.

## Центр тестування
Основними напрямками діяльності Центру є:
- Оцінка знань учнів
- Супровід процедур тестування
- Проведення наукових досліджень з застосуванням різних наукових методів (педагогічного тестування, психологічного тестування, статистичних, соціологічних та ін.)
- Розробка програмних продуктів.
- Участь у регіональних семінарах.
- Участь у всеросійських конференціях, симпозіумах.
- Проведення консультацій, семінарів, тренінгів, іспитів.
- Впровадження нових інформаційних технологій в освітній процес.
- Експертиза тестових матеріалів та інші види діяльності.

Для реалізації вказаних цілей створений «мобільний клас комп'ютерного тестування». Для здійснення поставленої задачі Центр використовує технології Центру освітніх комунікацій і тестування професійної освіти (ЦОК і ТПО) і Росаккредагентства (ФЕПО).